# Mlungisi Mdluli
Mlungisi Peace Mdluli wcześniej Mlungisi Gumbi (ur. 9 marca 1980 w Soweto) – południowoafrykański piłkarz grający na pozycji pomocnika.

## Kariera klubowa
Karierę piłkarską Mdluli rozpoczął w mieście Pietermaritzburg, w tamtejszym klubie Maritzburg City. Do 2002 roku grał w jego barwach w drugiej lidze RPA. W połowie 2002 roku odszedł do Golden Arrows z Durbanu i w jego barwach zadebiutował w Premier Soccer League. W Golden Arrows grał przez 5 sezonów, jednak nie odniósł znaczących sukcesów, a w połowie 2007 roku został piłkarzem drużyny Orlando Pirates z Johannesburga. W 2008 i 2009 roku zdobył wraz z Orlando Pirates Charity Cup. W 2009 roku został też wicemistrzem Republiki Południowej Afryki.
| Sezon   | Klub            | Kraj              | Rozgrywki             | Mecze | Bramki |
| ------- | --------------- | ----------------- | --------------------- | ----- | ------ |
| 2000/01 | Maritzburg City | Południowa Afryka | Mvela League          | ?     | ?      |
| 2001/02 | Maritzburg City | Południowa Afryka | Mvela League          | ?     | ?      |
| 2002/03 | Golden Arrows   | Południowa Afryka | Premier Soccer League | 7     | 1      |
| 2003/04 | Golden Arrows   | Południowa Afryka | Premier Soccer League | 26    | 3      |
| 2004/05 | Golden Arrows   | Południowa Afryka | Premier Soccer League | 25    | 3      |
| 2005/06 | Golden Arrows   | Południowa Afryka | Premier Soccer League | 19    | 0      |
| 2006/07 | Golden Arrows   | Południowa Afryka | Premier Soccer League | 9     | 0      |
| 2007/08 | Orlando Pirates | Południowa Afryka | Premier Soccer League | 14    | 0      |
| 2008/09 | Orlando Pirates | Południowa Afryka | Premier Soccer League | 12    | 0      |
| 2009/10 | Orlando Pirates | Południowa Afryka | Premier Soccer League | 16    | 0      |

## Kariera reprezentacyjna
W reprezentacji RPA Mdluli zadebiutował 30 stycznia 2006 roku w przegranym 0:1 meczu Pucharu Narodów Afryki 2006 z Zambią.